# Pierre Lévy (journaliste)
Pour les articles homonymes, voir Pierre Lévy et Lévy.
Pierre Lévy, né en 1959 à Paris, est un journaliste français. Ancien rédacteur au quotidien L'Humanité de 1996 à 2001, il devient rédacteur en chef du mensuel Bastille-République-Nations, désormais titré Ruptures,.
Il est aussi ancien syndicaliste à CGT-Métallurgie, et auteur en 2012 d'un « pamphlet d'anticipation politique », L'Insurrection. Le fabuleux destin de l'Europe à l'aube de l'an de grâce 2022,.
En 2014, il signe la postface du livre Climat, un débat dévoyé de Pascal Acot, un ouvrage climatosceptique.